# Алумни фондација Универзитета у Београду
Алумни фондација Универзитета у Београду (скраћено АФУБ) се налази на Студентском тргу у Београду.

## Историјат
Оснивању Алумни фондације Универзитета у Београду је претходило оснивање Алумни организације УБ чија је оснивачка скупштина одржана 12. септембра 2008. у Сава центру, у оквиру прославе двеста година Универзитета у Београду и двеста година високог школства у Србији. Године 2022. су представници неколико алумни организација појединачних факултета Универзитета у Београду покренули иницијативу за оживљавање рада Алумни организације Универзитета у Београду. Први предлог је изнет у септембру на иницијативу Алумнија Филолошког факултета Универзитета у Београду који је био и домаћин првог састанка. Савет Универзитета у Београду је на седници 9. новембра 2023. донео Одлуку о оснивању, именовао је чланове и председника Управног одбора – професора др Горана Петковића који је председник и Алумнија Економског факултета Универзитета у Београду. На седници Управног одбора 16. новембра 2023. је за управитеља изабран Бранко Вуксан из Алумнија Филолошког факултета Универзитета у Београду.

## Циљеви
Циљеви Алумни фондације Универзитета у Београду су:
- Организовање и окупљање дипломаца и пријатеља Универзитета у Београду у земљи и иностранству ради њиховог повезивања ради афирмације угледа, традиције и развоја Универзитета у Београду,
- Оснивање и координација рада организација алумниста по факултетима и институтима Универзитета у Београду,
- Рад са младим научницима у виду пружања стручне и друге подршке за укључивање и реализацију пројеката за унапређење знања у одговарајућој области и повезивање са међународним истраживачким и образовним организацијама и институцијама,
- Повезивање са алумнистима у дијаспори кроз заједничке активности и пројекте,
- Повезивање алумниста из земље и иностранства из ван академске сфере ради осавремењавања наставе и наставних програма коришћењем искустава и знања стечених у привреди и другим ван универзитетским активностима,
- Пружање подршке изузетним студентима и научницима уз доделу награда и стипендија за изврсност у студијама и раду,
- Организовање медијске продукције за континуирано праћење, бележење, уређивање и емитовање програмских садржаја везаних за активности Универзитета у Београду.

## Управни одбор
Савет Универзитета у Београду је на седници 9. новембра 2023. именовао чланове Управног одбора и председника Управног одбора:
- проф. др Горан Петковић, председник Управног одбора
- проф. др Јелена Кочовић, представник Већа групације друштвено–хуманистичких наука
- проф. др Небојша Лалић, представник Већа групације медицинских наука
- проф. др Горан Анђелковић, представник Већа групације природно–математичких наука
- проф. др Александар Јововић, представник Већа групације техничко–технолошких наука
- др Мирјана Михаиловић, представник Већа института
- проф. др Јован Филиповић
- проф. др Данило Фурунџић, менаџер Универзитета у Београду
- др Милица Весковић, доцент
- др Маша Мишковић
- докторанд Јована Миловановић
- Бранка Јанда Марковић, руководилац Службе за међународну и међууниверзитетску сарадњу Универзитета у Београду
- докторанд Данило Потпарић, шеф Кабинета ректора Универзитета у Београду
- Божидар Александровић, представник привреде
- Горислав Папић, представник медија
- Александар Илић, представник привреде
- Дарко Вучетић, представник државних институција